# Seznam norských panovníků

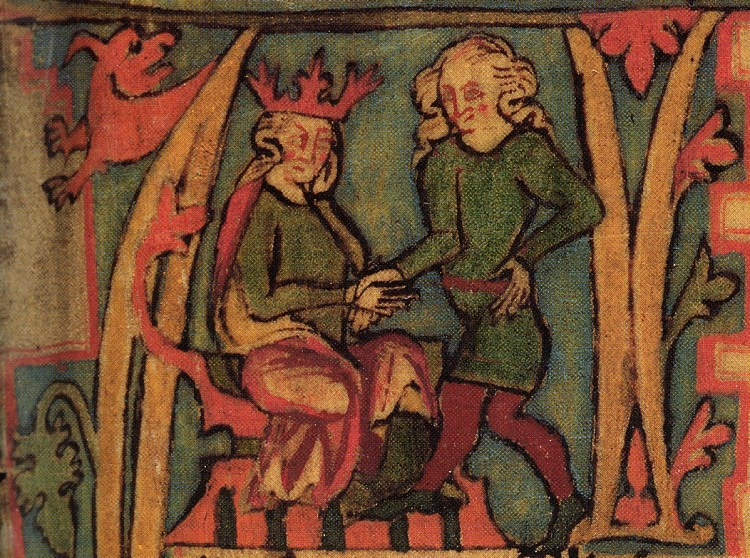
Harald I. Krásnovlasý se svým otcem na obrázku z rukopisu z 14. stol.

Erb norských králů

Toto je seznam norských panovníků. Po mnoho let bylo Norsko pod nadvládou Dánska a Švédska, a norskými panovníky byli dánští a švédští králové, kteří byli zastoupeni v Norsku svými místodržícími (ladejarly, jarly, regenty).
V níže uvedeném seznamu lze nalézt v prvé řadě obvyklá jména norských panovníků používaná v české literatuře, dále jsou uvedena jména v norštině (bokmål) a léta, kdy král anebo jeho místodržící panovali. Norské názvy obsahující písmeno å byly dříve psány s aa, proto lze najít i jinak psaná jména. Některá jména se přepisují, a některá zůstávají nepřepisována – Haakon VII. oproti Håkon Sigurdsson.

## DynastieYngling
Dynastie Haralda Krásnovlasého a místodržících jarlů (Hårfagreætta og Ladejarlene)
- Harald I. Krásnovlasý, Harald I. Hårfagre (asi 872– asi 931)
- Erik Krvavá sekyra, Eirik Blodøks, Eirik I. Blodøks Haraldsson (asi 931– asi 933)
- Haakon I. Norský, Hakon I. Dobrotivý, Håkon den gode, Håkon I. Haraldsson Adelstensfostre den gode (933– asi 960)
- Harald II. Norský, Harald Gråfell, Harald II. Gråfell Eiriksson (asi 960– asi 970)
- Haakon Sigurdsson, Ladejarl Håkon Sigurdsson (dánský místodržící) (asi 975–995)
  - Harald I., Harald Modrozub, (970–985)
- Olaf I. Tryggvason, Olav I. Tryggvason (995–1000)
- Erik Håkonsson, Ladejarl Eirik Håkonsson, Eirik a Sven I., Ladejarl Svein Håkonsson (dánští místodržící) (1000–1012)
- Ladejarl Håkon Eiriksson a Ladejarl Svein Håkonsson (dánští místodržící) (1012–1015)
- Olaf II. Norský, Olaf II. Svatý, Olaf Tlustý, svatý Olaf, Olav den hellige, Olav II. den hellige Haraldsson (1015–1028)
- Knut Veliký
  - Ladejarl Håkon Eiriksson (dánský místodržící) (1028–1030)
  - Svein Knutsson, Svein Knutsson Alfivason (dánský místodržící) (1030–1035)
- Magnus I. Norský, Magnus I. Dobrý, Magnus den gode, Magnus I. den gode Olavsson (1035–1047)
  - Harald III. Norský, Harald III. Hardrada, Harald III. Krutý, Harald Hardråde, Harald III. Hardråde Sigurdsson (1045–1066
- Harald III. Norský, Harald III. Hardrada, Harald III. Krutý, Harald Hardråde, Harald III. Hardråde Sigurdsson (1045–1066)
- Magnus Haraldsson (1066–1069)
  - Olaf III. Norský, Olaf Kyrre, Olaf III. Mírný, Olav III. Kyrre Haraldsson (1067–1093)
- Olaf III. Norský, Olaf Kyrre, Olaf III. Mírný, Olav III. Kyrre Haraldsson (1067–1093)
- Haakon Magnusson, Håkon Magnusson Toresfostre (1093–1095)
- Magnus III. Norský, Magnus III. Bosý, Magnus Berrføtt, Magnus III. Berrføtt Olavsson (1093–1103)
- Olaf Magnusson, Olav Magnusson (1103–1115)
- Øystein I. Magnusson (1103–1123)
- Sigurd I., Sigurd Jorsalfar, Sigurd I. Jorsalfar Magnusson (1103–1130)
- Magnus IV. Norský, Magnus Blinde, Magnus IV. Blinde Sigurdsson (1130–1135)
- Harald IV. Norský, Harald IV. Gille Magnusson, Harald Gille (1130–1136)
- Sigurd II. Norský, Sigurd Munn, Sigurd II. Munn (1136–1155)
- Inge I. Norský, Inge I. Krokrygg, Inge Krokrygg, Inge I. Krokrygg Haraldsson (1136–1161)
- Øystein II. Haraldsson (1142–1157)
- Haakon II. Norský, Håkon Herdebrei, Håkon II. Herdebrei Sigurdsson (1159–1162)
- Magnus V. Norský, Magnus Erlingsson, Magnus V. Erlingsson (1161–1184)

## Dynastie Sverre (Sverreætta)
(1177–1387)
- Sverre Sigurdsson (1177–1202)
- Haakon III. Norský, Haakon III., Håkon Sverresson, Håkon III. Sverresson (1202–1204)
- Guttorm Sigurdsson (1204)
- Inge II. Norský, Inge II. Bårdsson, Inge Bårdsson, Inge II. Bårdsson (1204–1217)
- Haakon IV. Norský, Haakon IV., Håkon Håkonsson, Håkon IV. Håkonsson (1217–1263)
- Magnus VI. Norský, Magnus VI., Magnus VI. Zákonodárce, Magnus Lagabøte, Magnus VI. Lagabøte Håkonsson (1263–1280)
- Erik II. Norský, Erik II. Magnusson, Eirik Magnusson, Eirik II. Magnusson (1280–1299)
- Haakon V. Norský, Haakon V. Magnusson, Hakon Magnusson, Håkon V. Magnusson (1299–1319)

## Folkungové
- Magnus VII. Eriksson, Magnus VII. Eriksson, Magnus VII. Eiriksson (1319–1355)
- Haakon VI. Magnusson, Håkon Magnusson, (1343–1380)
- Olaf IV. Haakonsson, Olaf Haakonsson, Olav IV. Håkonsson (1380–1387)

## Kalmarská unie
(1397–1448–1523–1536)
- Markéta I. Dánská, Margarete I., Drotning Margrete Valdemarsdotter (1388–1412)
- Erik III., Erik av Pommern, Eirik III. (1389–1442)
- Kryštof III. Bavorský, Christoffer av Bayern (1442–1448)
- Karel VIII. Knutsson, Karel Knutsson Bonde, Karel VIII., Karl Knutsson Bonde, Karl I. Knutsson Bonde (1449–1450)

## Oldenburkové
Personální unie s Dánskem
- Kristián I. Dánský, Kristián I. Oldenbuský, Christian I. (1450–1481)
- Interregnum (1481–1483)
- Jan I., Hans (1483–1513), syn Kristiána I.
- Kristián II., Christian II. (1513–1523) – vnuk Kristiána I., formální konec Kalmarské unie
- Frederik I., Frederik I. Mírumilovný (1524–1533)
- Kristián III., Christian III. (1537–1559)
- Frederik II. (1559–1588), syn Kristiána I.
- Kristián IV., Christian IV. (1588–1648)
- Frederik III. (1648–1670)
- Kristián V., Christian V. (1670–1699)
- Frederik IV. (1699–1730)
- Kristián VI., Christian VI. (1730–1746)
- Frederik V. (1746–1766)
- Kristián VII., Christian VII. (1766–1808)
- Frederik VI. (1808–1814)

### Norské království (1814)
- Kristián Frederik, pozdější dánský král Kristián VIII., Kristián Frederik (1814), (místodržící 1813)

## Oldenburkové (linieHolstein-Gottorp)
Personální unie se Švédskem
- Karel XIII., Karl II. (1814–1818)

## DynastieBernadotte
Personální unie se Švédskem (Pontecorvo)
- Karel III. Jan, Karl XIV., Karl III. Johan (1818–1844)
- Oskar I. (1844–1859) – syn Karla XIV. Jana
- Karel IV. (1859–1872) – syn Oskara I.
- Oskar II. (1872–1905) – syn Oskara I.

1: bezdětný Karel XIII. (Karl II.) adoptoval Jeana-Baptistu Bernadotta, který byl později znám jako Karel XIV. Jan (Karl III. Johan)

## Oldenburkové (linieGlücksburkové)
- Haakon VII. (1905–1957)
- Olaf V. (1957–1991)
- Harald V. (1991 – současnost)